# Chelonus semenovi
Chelonus semenovi är en stekelart som först beskrevs av Vladimir Ivanovich Tobias 1986.  Chelonus semenovi ingår i släktet Chelonus och familjen bracksteklar. Inga underarter finns listade i Catalogue of Life.